# Вяткин, Анатолий Рудольфович
Анато́лий Рудо́льфович Вя́ткин (4 мая 1946, Москва — 25 августа 2015, Москва) — советский и российский историк, этнолог, демограф. Кандидат исторических наук (1977), старший научный сотрудник Института востоковедения РАН. Заслуженный деятель науки Республики Абхазия (2015).

## Биография
Родился в семье историка-китаеведа Рудольфа Всеволодовича Вяткина.
В 1970 году окончил Институт восточных языков при МГУ имени М. В. Ломоносова. С 1970 года — научный сотрудник последовательно Отдела стран Юго-Восточной Азии, Отдела экономических проблем, заведующим сектором социоантропологических исследований в странах СНГ, заведующий сектором древней и средневековой истории Отдела Китая Института востоковедения РАН.
В 1977 году в Институте востоковедения АН СССР защитил диссертацию на соискание учёной степени кандидата исторических наук по теме «Народонаселение Бирмы: историко-демографическое исследование (XIX—XX вв.)».
Участвовал во многих социологических экспедициях в Крым. Проводя тщательные полевые исследования, стал одним из крупнейших в России специалистов по крымскотатарской проблематике. Завершил начатую его отцом девятитомную публикацию русского перевода Ши цзи Сыма Цяня.
Был главным редактором независимого научного журнала «Диаспоры». Автор более 30 работ.
25 августа 2015 года Вяткин погиб в автомобильной катастрофе. Похоронен на Хованском кладбище.

## Семья
Мать — Людмила Андреевна Барабаш (1915—2000). Отец — Рудольф Всеволодович Вяткин (1910—1995).
Супруга — Светлана Александровна Макарова (род. 1951), педагог. Дочь — Вяткина (Фарафонтова) Мария (род. 1978).
Супруга — Наталья Космарская (род. 1951), российский социолог и этнолог. Сын — Артем Космарский (род. 1982), антрополог, социолог, научный журналист.

## Основные труды

### Монографии
- Население Бирмы : ист.-демогр. очерк. — М.: Наука, 1979. — 168 с. — 1250 экз.
- Юго-Восточная Азия : демографический анализ. — М.: Наука, 1984. — 216 с. — 1900 экз.
- Развивающиеся страны Востока : демографический прогноз / АН СССР. Ин-т востоковедения. — М.: Наука, 1990. — 160 с. — 1800 экз. — ISBN 5-02-016497-6.
- Крымские татары. Проблемы репарации. — М.: Ин-т востоковедения, 1997. — 172 с. — 500 экз. — ISBN 5-89282-031-9.

### Статьи
- [Рецензия на кн.:] F. S. V. Donnison. Birma // Народы Азии и Африки. — 1972. — № 2. — С. 197, 198.
- Экологический кризис: роль демографического фактора // Народы Азии и Африки. — 1982. — № 3. — С. 91—96.
- [Рецензия на кн.:] В. П. Курбатов. Актуальные проблемы КНР: демография, агросфера, экология // Восток. — 1997. — № 6. — С. 179—182. — ISSN 0869-1908.
- Немецкая оккупация и крымские татары в 1941—1944 гг. // Восток. — 2005. — № 4. — С. 36—54. — ISSN 0869-1908.
- Полный русский перевод «Исторических записок» (Ши цзи) Сыма Цяня: предварительные итоги // Общество и государство в Китае. — М.: Ин-т востоковедения РАН, 2010. — Т. 40. — С. 333—339.

### Научно-популярные публикации
- Таро: ключ от закрытого храма // Наука и религия. — 1989. — № 1. — С. 48. — ISSN 1999-9437.
- Мусульманский Крым к началу XX века: между небытием, пантюркизмом и суверенизацией // Pax Islamica. — 2002. — № 2 (3). — С. 91—128. — ISSN 1999-9437.
- Русские диаспоры и фонд «Русский мир». Благородные цели и первые успехи // Диаспоры. — 2010. — № 1. — С. 5—6. — ISSN 1810-228X.